# Umberto Soldati
Umberto Soldati (Madrid, 27 agosto 1900 – Milano, 23 marzo 1985) è stato un calciatore italiano, di ruolo difensore.

## Biografia
Nacque il 27 agosto 1900 a Madrid; era di passaporto italiano, in quanto il padre Giulio era originario di Ficarolo (RO) e la madre Malvina Azzolini di Bondeno (FE), e si rifugiarono in Spagna a causa dei moti risorgimentali. Umberto si appassionò al calcio seguendo fin da bambino le imprese del Madrid Football Club, non ancora insignito del titolo di "Real" che arriverà soltanto nel 1920.
La sua carriera si sviluppò in Italia, dove la sua famiglia rientrò nei primi anni dieci stabilendosi a Milano. Nel frattempo, si laureò in Giurisprudenza all'università di Pavia guadagnandosi l'appellativo di “Avvocato del Diavolo”, lo stesso toccato a Walter De Vecchi nella prima metà degli anni ottanta.

## Carriera
Umberto entrò a far parte della Libertas, squadra minore milanese il cui vivaio era diretto da Herbert Kilpin, capitano del primo Milan scudettato. Dopo la sosta obbligata della prima guerra mondiale, Soldati riprese l'attività  nella stessa Libertas e nel 1920/21 esordì in Prima Categoria giocando da terzino. La stagione successiva approdò al Milan, con cui a partire dalla stagione 1921-1922 disputò 58 partite mettendo a segno 2 reti nell'arco di quattro campionati.
Esordio nel Milan in gare ufficiali e in Campionato (CCI - Lega Nord) il 23 ottobre 1921 in Livorno vs Milan 3-2.
Ultima partita giocata con il Milan il 26 ottobre 1924, Juventus-Milan 5-3.